# Mặt Trận (phim)
Mặt trận (Hangul: 고지전; Romaja quốc ngữ: Gojijeon; MR: Kojijŏn; tựa tiếng Anh: The Front Line) là một bộ phim điện ảnh Hàn Quốc sản xuất năm 2011, lấy bối cảnh cuối cuộc Chiến tranh Triều Tiên (1950-1953). Đây là bộ phim thứ ba của đạo diễn Jang Hoon, sau khi hoàn thành phim Secret Reunion và Rough Cut. Bộ phim đã được Hàn Quốc đề cử tham dự giải Oscar lần thứ 84 cho phim nước ngoài hay nhất, nhưng không đoạt giải. Bộ phim giành được bốn giải Grand Bell Awards, trong đó có "Phim hay nhất".

## Nội dung
Năm 1950, hai người bạn thân trong quân đội Hàn Quốc là Eun-pyo và Soo-hyeok bị quân Triều Tiên bắt được. Một viên sĩ quan Triều Tiên quyết định tha mạng cho họ và thả họ ra.
Năm 1953, hai phía Hàn Quốc và Triều Tiên đang trong thời gian đàm phán về việc ngừng bắn. Họ tranh cãi nhau ngọn đồi Aerok là của phe nào, vì ngọn đồi cứ liên tục thay đổi chủ, những người đàm phán còn không biết rõ phe nào đã chiếm được nó.
Eun-pyo bây giờ đã lên chức Trung úy, anh được cử đến tiền tuyến để điều tra về việc một sĩ quan Hàn Quốc bị sát hại. Eun-pyo bất ngờ khi gặp lại Soo-hyeok. Soo-hyeok cũng lên chức Trung úy và đang là một trong những chỉ huy ở đây. Eun-pyo ở lại để chiến đấu cùng đại đội của Soo-hyeok.
Những trận đánh vẫn diễn ra liên tục trên đồi Aerok. Viên sĩ quan Triều Tiên năm xưa cũng có mặt ở mặt trận này. Quân Hàn Quốc đã chiếm được đồi, nhưng quân Triều Tiên được sự trợ giúp từ quân Trung Quốc đã tái chiếm ngọn đồi.
Hàng ngàn quân Trung Quốc sử dụng chiến thuật biển người tấn công lên vị trí của Hàn Quốc trên đồi. Viên chỉ huy Hàn Quốc cương quyết không chịu rút lui, Soo-hyeok đã bắn chết gã chỉ huy này và lên làm chỉ huy. Soo-hyeok ra lệnh cho binh lính rút lui vào rừng. Ở trong rừng, Soo-hyeok bị một nữ xạ thủ bắn tỉa của Triều Tiên giết chết.
Eun-pyo rất buồn sau cái chết của Soo-hyeok, anh cõng xác Soo-hyeok về căn cứ Hàn Quốc. Quân Trung Quốc sau đó giao ngọn đồi Aerok lại cho quân Triều Tiên kiểm soát.
Trên radio thông báo rằng hiệp định ngừng bắn đã được ký, mọi người đều vui mừng vì nghĩ chiến tranh đã kết thúc. Nhưng thực ra 12 giờ nữa hiệp định ngừng bắn mới có hiệu lực, và các người lính vẫn phải chiến đấu tiếp.
Ban chỉ huy của cả hai phe kêu gọi binh lính hãy tấn công một lần cuối cùng để giành lại từng tấc đất. Eun-pyo cùng lực lượng Hàn Quốc còn lại đánh lên ngọn đồi.
Các binh lính lần lượt hi sinh, chỉ còn một mình Eun-pyo. Eun-pyo đi vào hang của Hàn Quốc, ngồi nói chuyện với viên sĩ quan Triều Tiên đang bị thương. Trên radio thông báo hiệp định ngừng bắn đã có hiệu lực, Eun-pyo và viên sĩ quan kia nghe xong thì cười. Viên sĩ quan kia chết vì vết thương trên bụng, còn Eun-pyo đi ra khỏi hang.
Eun-pyo đi xuống khỏi ngọn đồi, xung quanh anh là hàng trăm xác chết của cả hai phe.

## Diễn viên
- Shin Ha-kyun vai Kang Eun-pyo
- Go Soo vai Kim Soo-hyeok
- Lee Je-hoon vai Shin Il-young
- Ryu Seung-soo vai Oh Gi-yeong
- Ko Chang-seok vai Yang Hyo-sam
- Kim Ok-bin vai Cha Tae-gyeong
- Ryu Seung-ryong vai Hyeon Jeong-yoon
- Lee David vai Nam Seong-shik
- Jo Min-ho vai Lính điện đài
- Han Seong-yong vai Người chỉ huy tiểu đội
- Jo Jin-woong vai Yoo Jae-ho
- Park Yeong-seo vai Hwang Seon-cheol

## Giải thưởng
| Năm  | Giải thưởng                                    | Hạng mục                          | Nội dung đề cử              | Kết quả   |
| ---- | ---------------------------------------------- | --------------------------------- | --------------------------- | --------- |
| 2011 | 20th Buil Film Awards                          | Phim hay nhất                     | The Front Line              | Đoạt giải |
| 2011 | 20th Buil Film Awards                          | Nam diễn viên phụ xuất sắc nhất   | Ko Chang-seok               | Đoạt giải |
| 2011 | 20th Buil Film Awards                          | Nam diễn viên mới xuất sắc nhất   | Lee Je-hoon                 | Đoạt giải |
| 2011 | 20th Buil Film Awards                          | Chỉ đạo nghệ thuật xuất sắc nhất  | Ryu Seong-hee               | Đoạt giải |
| 2011 | 48th Grand Bell Awards                         | Phim hay nhất                     | The Front Line              | Đoạt giải |
| 2011 | 48th Grand Bell Awards                         | Đạo diễn xuất sắc nhất            | Jang Hoon                   | Đề cử     |
| 2011 | 48th Grand Bell Awards                         | Nam diễn viên phụ xuất sắc nhất   | Ryu Seung-ryong             | Đề cử     |
| 2011 | 48th Grand Bell Awards                         | Nam diễn viên mới xuất sắc nhất   | Lee Je-hoon                 | Đề cử     |
| 2011 | 48th Grand Bell Awards                         | Kịch bản xuất sắc nhất            | Park Sang-yeon              | Đề cử     |
| 2011 | 48th Grand Bell Awards                         | Quay phim xuất sắc nhất           | Kim Woo-hyung               | Đoạt giải |
| 2011 | 48th Grand Bell Awards                         | Dựng phim xuất sắc nhất           | Kim Sang-bum, Kim Jae-bum   | Đề cử     |
| 2011 | 48th Grand Bell Awards                         | Ánh sáng xuất sắc nhất            | Kim Min-jae                 | Đoạt giải |
| 2011 | 48th Grand Bell Awards                         | Thiết kế phục trang xuất sắc nhất | Jo Sang-gyeong              | Đề cử     |
| 2011 | 48th Grand Bell Awards                         | Kỹ xảo xuất sắc nhất              | Jeong Seong-jin             | Đề cử     |
| 2011 | 48th Grand Bell Awards                         | Âm thanh xuất sắc nhất            | Kim Suk-won, Kim Chang-seop | Đề cử     |
| 2011 | 48th Grand Bell Awards                         | Kế hoạch xuất sắc nhất            | Lee Woo-jeong               | Đoạt giải |
| 2011 | 31st Korean Association of Film Critics Awards | Phim hay nhất                     | The Front Line              | Đoạt giải |
| 2011 | 31st Korean Association of Film Critics Awards | Đạo diễn xuất sắc nhất            | Jang Hoon                   | Đoạt giải |
| 2011 | 31st Korean Association of Film Critics Awards | Kịch bản xuất sắc nhất            | Park Sang-yeon              | Đoạt giải |
| 2011 | 31st Korean Association of Film Critics Awards | Nam diễn viên mới xuất sắc nhất   | Lee Je-hoon                 | Đoạt giải |
| 2011 | 32nd Blue Dragon Film Awards                   | Phim hay nhất                     | The Front Line              | Đề cử     |
| 2011 | 32nd Blue Dragon Film Awards                   | Đạo diễn xuất sắc nhất            | Jang Hoon                   | Đề cử     |
| 2011 | 32nd Blue Dragon Film Awards                   | Nam diễn viên chính xuất sắc nhất | Go Soo                      | Đề cử     |
| 2011 | 32nd Blue Dragon Film Awards                   | Nam diễn viên phụ xuất sắc nhất   | Ko Chang-seok               | Đề cử     |
| 2011 | 32nd Blue Dragon Film Awards                   | Nam diễn viên mới xuất sắc nhất   | Lee David                   | Đề cử     |
| 2011 | 32nd Blue Dragon Film Awards                   | Kịch bản xuất sắc nhất            | Park Sang-yeon              | Đề cử     |
| 2011 | 32nd Blue Dragon Film Awards                   | Quay phim xuất sắc nhất           | Kim Woo-hyung               | Đoạt giải |
| 2011 | 32nd Blue Dragon Film Awards                   | Chỉ đạo nghệ thuật xuất sắc nhất  | Ryu Seong-hee               | Đoạt giải |
| 2011 | 32nd Blue Dragon Film Awards                   | Ánh sáng xuất sắc nhất            | Kim Min-jae                 | Đề cử     |
| 2011 | 32nd Blue Dragon Film Awards                   | Âm nhạc xuất sắc nhất             | Jang Young-gyu, Dalparan    | Đề cử     |
| 2011 | 32nd Blue Dragon Film Awards                   | Giải thưởng Kỹ thuật (Kỹ xảo)     | Jeong Seong-jin             | Đề cử     |
| 2012 | 14th Udine Far East Film Festival              | Giải khán giả                     | The Front Line              | Đoạt giải |
| 2012 | 48th Baeksang Arts Awards                      | Kịch bản xuất sắc nhất            | Park Sang-yeon              | Đề cử     |